# Edgard de Larminat
René-Marie-Edgar de Larminat, francoski general, * 29. november 1895, Alès (Gard), † 1. julij 1962, Pariz.